# Armstrong Siddeley Ounce
Der Armstrong Siddeley Ounce ist ein Flugmotor, den der britische Hersteller Armstrong Siddeley ab 1920 baute. Der 2-Zylinder-Boxermotor hatte einen Hubraum von 3212 cm³. Dieser Motor sollte eigentlich nur Testzwecken dienen, lief aber so zufriedenstellend, dass er in Serie gefertigt wurde. Eingesetzt wurde er zum Antrieb früher Ultraleichtflugzeuge und von Zieldarstellungsdrohnen. Der Ounce verwendete zwei Zylinder des früher gebauten Sternmotors Jaguar I.

## Flugzeuge mit Armstrong Siddeley Ounce
- Bristol Babe
- R.A.E. Aerial Target

## Daten (Ounce)

### Allgemein
- 2-Zylinder-Boxermotor, luftgekühlt, mit Kompressoraufladung
- Bohrung: 127 mm
- Hub: 127 mm
- Hubraum: 3212 cm³
- Länge: 521 mm
- Breite: 1003 mm
- Höhe: 622 mm
- Gewicht: 77 kg

### Komponenten
- Ventiltrieb: Zwei hängende Ventile pro Zylinder
- Gemischaufbereitung: Vergaser
- Kühlung: Luft
- Reduktionsgetriebe: nein

### Leistung
- Leistung: 45 bhp (33,5 kW) bei 1500/min auf Meereshöhe
- Literleistung: 10,43 kW/L
- Kompression: 5:1
- Leistungsgewicht: 2,3 kg/kW[2]